# Vicente Chiaverini
Vicente Chiaverini (São Paulo, 6 de dezembro de 1915 — São Paulo, 16 de dezembro de 2011) foi um engenheiro brasileiro.
Foi professor da Escola Politécnica da Universidade de São Paulo (POLI-USP) e é autor de diversos livros na área da metalurgia.

## Trajetória profissional
Engenheiro civil e metalurgista, formado pela Escola Politécnica da Universidade de São Paulo (POLI-USP), Chiaverini começou sua carreira trabalhando como pesquisador do Instituto de Pesquisas Tecnológicas, onde com o apoio deste, instalou e operou uma pequena usina experimental, a qual possibilitou as primeiras experiências no setor e a produção, em caráter experimental, de buchas auto-lubrificantes de bronze, peças de ligas de ferro e aços sinterizados e alguns tipos de metal duro para ferramentas de corte. 
Foi livre-docente e catedrático da POLI-USP, na qual foi também chefe do Departamento de Engenharia Mecânica. Membro do Conselho Curador para o Desenvolvimento Tecnológico da Engenharia da Escola Politécnica, foi sócio-fundador da Associação Brasileira de Metais (ABM), a atual Associação Brasileira de Metalurgia, Materiais e Mineração, que presidiu em 1962. Foi coordenador do Conselho de Ciência e Tecnologia do Estado de São Paulo, ex-diretor do Centro e Federação das Indústrias do Estado de São Paulo e ex-presidente da Companhia do Metropolitano de São Paulo, em 1969. 
Pela relevante contribuição nos campos da metalografia e da metalurgia física brasileiras foi agraciado em 1966 com a primeira edição da Medalha de Prata Hubertus Colpaert. Em 2000 recebeu a Medalha de Ouro, honraria máxima instituída anualmente pela ABM a pessoas físicas e jurídicas que tenham contribuído de forma relevante para o desenvolvimento do setor mínero-metalúrgico em suas áreas de atuação.
Chiaverini foi um dos maiores autores na área da metalurgia, seus livros são utilizados como fonte de pesquisas e estudos pelos engenheiros. 
Foi o responsável pela introdução no Brasil da técnica da metalurgia do pó, pela qual são produzidas peças para a indústria automobilística e de eletroeletrônicos. 
Chiaverini considerou sua maior contribuição à engenharia brasileira o tempo dedicado ao ensino na Epusp e os trabalhos sobre metalurgia que publicou:
| “ | Muitos engenheiros de renome me conhecem por terem estudado com meus livros | ” |

Chiaverini é mais uma personalidade da história do IPT que colaborou com os avanços científicos e tecnológicos brasileiros, especialmente na área de metalurgia e siderurgia. Faleceu em 16 de dezembro de 2011.

## Obras
- Tecnologia Mecânica - Volume 1
- Tecnologia Mecânica - Volume 2
- Tecnologia Mecânica - Volume 3
- Aços-carbono e Aços-liga
- Metalurgia do pó[3]
- Tratamento térmico das ligas metálicas
- Aços e Ferros Fundidos

Com outros autores:
- Pesquisa Tecnológica na Universidade e na Indústria Brasileira